# Marcos de Aretusa
Marcos de Aretusa (* ~ 300; † 29 de março de 362) foi um bispo em Aretusa (hoje Al-Hastan no rio Orontes, perto de Homs, Edessa) na província romana da Síria durante o reinado de Constantino. Mártir e santo, é comemorado pela igreja Ortodoxa e pela igreja católica em 29 de março. Ele é tido como o autor do Credo de Sirmium em 351 e, segundo Tillemont, era partidário de uma facção ariana.

## Biografia
Em vários momentos ele foi figura presente dentre os teólogos defensores do semi-arianismo ou filoarianismo, e mesmo dentre arianos como Valente de Mursa, Ursácio de Singiduno, Jorge I de Alexandria, Teógnis de Niceia, Germínio de Sirmio. Ele se fez presente em vários momentos evidentes da crise do arianismo. Ele participou dos concílios de Niceia em 325, Sérdica em 343 (agora Sófia), e em 352 no Concílio de Sirmio e do Quarto Concílio de Sirmio, em 359.
Marcos, no transcurso do Quarto Concílio de Sirmio, em 359, foi o autor de uma confissão de fé, apelidada de "credo obsoleto". Nesta proposta, fundamentada em 22 de maio de 359, o arianismo era rejeitado, mas a forma homoios kata ten ousian (substância similar) não fora admitida e a expressão kata panta homoios (similar em tudo) foi substituída. Esta confissão de fé ao tempo que agradava Valente de Mursa, Ursácio de Singiduno e Germínio de Sirmio, desagradava Basílio de Ancira, Jorge I de Alexandria e outros que refutaram e publicaram uma explicação conjunta dizendo que as palavras "em tudo" significavam não apenas a vontade, mas também a existência e a realidade (kata ten hyparxin kai kata to einai). onde "em tudo" deveria incluir "substância".
Parece que tudo que ele, Marcos, procurava, ao propor a substituição do termo homoousios do Credo de Niceia (da mesma natureza que o Pai) por homoiousios (de natureza semelhante), era, em verdade, uma reconciliação entre arianos e Nicenos mas eventualmente foi mal entendido pelos defensores do homoousios niceno e , por isso foi acusado falsamente de arianismo, como Cesare Baronio em seus escritos sobre o Martirológio Romano (Roma 1586) assinalou. Mais tarde, sua memória foi reabilitada.
Não muito depois, em 361, no último ano do imperador romano Constâncio II (r. 337–361), irmão mais novo de Constantino, ele, Marcos, destruiu um templo pagão. Quando ascendeu ao poder Juliano, filho de Flávio Júlio Constâncio, ele foi condenado a reconstruir o mesmo templo. Para evitar isso, ele fugiu da cidade, mas acabou retornando para salvar o povo cristão de pagar a pena em seu lugar, e foram submetidos a tratamento muito cruel nas mãos da turba pagã em 362.. Consta que ele foi arrastado pelas ruas, preso, açoitado, teve seu corpo acorrentado e perfurado e as orelhas decepadas, depois seu corpo foi untado com mel para que vespas e moscas viessem picá-lo. Mais tarde foi libertado e tempos depois, no reinado de Joviano e Valente veio a morrer.